# Copicerus irroratus
Copicerus irroratus är en insektsart som beskrevs av Olof Peter Swartz 1802. Copicerus irroratus ingår i släktet Copicerus och familjen sporrstritar. Utöver nominatformen finns också underarten C. i. thoracicus.